# Escuadrilla Elcano

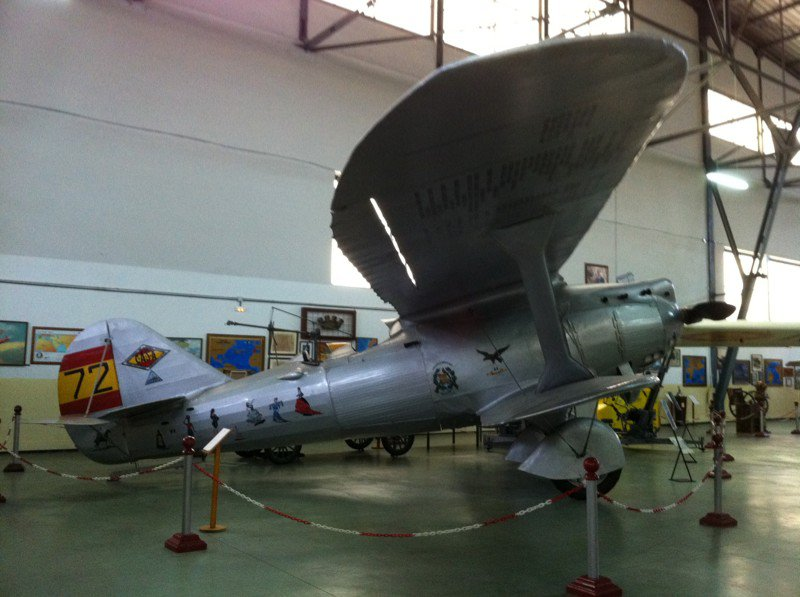
Una versión del Breguet XIX llamado Jesús del Gran Poder, similar al del vuelo España-Filipinas de 1926

La Escuadrilla Elcano hace referencia al raid aéreo que tres de aviones españoles realizaron en 1926 entre el Aeródromo de Cuatro Vientos, en Madrid y Manila en Filipinas, en un viaje que se preveía que durase alrededor de 30 días.

## Organización del Raid
En 1924 se programaron 3 viajes a antiguas colonias españolas ante el auge de los grandes raids. Los viajes tenían como destino Manila, Guinea y Suramérica. Pero la guerra del Rif y el desembarco de Alhucemas  concentraron todos los esfuerzos de la aviación española y los vuelos no pudieron realizarse hasta el año 1926. En principio se programó el vuelo Madrid-Manila para la llamada «Escuadrilla Elcano» con tres aviones  Breguet XIX que fueron bautizados con los nombres de Fernando de Magallanes, Juan Sebastián Elcano y  López de Legazpi. La travesía se dividió en 20 etapas (30 días).
Los Breguet eran unos monomotores biplano y biplaza, con una carga útil de unos 220 kg. Estos incluían víveres para 5 días, armamento para defenderse, herramientas para los arreglos y repuestos varios (ropa y calzado). Se equiparon los aviones con motores Lorraine de 450 CV, distribuidos en 12 cilindros en W. Los cuatro depósitos eran de 900 l más que suficiente para afrontar las etapas más duras. Preocupaba la resistencia de los motores, por lo que se compraron otros dos que fueron enviados a Calcuta en previsión de fallos. El presupuesto total fue de 94.000 pesetas. El vuelo no era cosa sencilla, de los anteriores 30 intentos, solo 12 habían tenido éxito. Uno de los grandes problemas era la meteorología, por lo que se estableció la salida entre el 25 de marzo y el 15 de abril, para evitar estaciones extremas y los monzones asiáticos. 
Hubo mucho tiempo de preparación del vuelo, y al final (tras cambios) fueron 3 aviones, con 3 aviadores y 3 mecánicos. Los aviadores eran Eduardo González-Gallarza, Joaquín Loriga Taboada y Rafael Martínez Esteve, y sus mecánicos Joaquín Arozamena Postigo, Pérez y Calvo.
Se dividió el viaje en 4 etapas principales: 
- Madrid-El Cairo: Sin muchas complicaciones por el conocimiento del terreno norteafricano.
- El Cairo-Karachi: Gran dificultad por ser sobre desierto.
- Karachi-Saigón: Difícil por la peculiar costa asiática.
- Saigón-Manila: Lo más difícil sería el estado de las aeronaves.

## Trayecto de la escuadrilla Elcano

Rutas de los grandes vuelos de la aviación española (1926-1936), incluyendo el vuelo de la Escuadrilla Elcano.

Finalmente salen el 5 de abril de 1926 a las 8 de la mañana desde el Aeropuerto de Cuatro Vientos (Madrid). Ya en la segunda etapa González-Gallarza sufre una fuga en el motor, lo que hace que tenga que parar en Túnez en lugar de su destino inicial de Trípoli. Al día siguiente, mientras Martínez Esteve y Loriga llegaban a Bengasi, él llegó a Trípoli bajo una gran tormenta. El día 8 de abril Martínez Esteve y Loriga llegaron a El Cairo, pero González-Gallarza, que ensayó una línea recta en lugar de la quebrada que habían hecho sus compañeros, paró en Bengasi. Al día siguiente se juntaron en El Cairo, y el previsto día de descanso se convirtió en dos para Martínez Esteve y Loriga. Ya habían completado 4500 km. 
El 11 de abril les tocó la etapa más complicada de todo el raid, muy larga y sobre el desierto, con la única guía visual de los aeródromos ingleses que protegían el correo El Cairo-Bagdad. En dicho tramo Loriga no sufrió ningún percance, pero ya desde el principio González-Gallarza tuvo problemas, pero pudo recuperarse al llegar a Amán. A Martínez Esteve le explotó un neumático en vuelo, el motor se paró y tuvo que planear hasta tocar tierra en pleno desierto. Descubrió que había una grieta en la zona de un remache y que perdía combustible. Él y su mecánico, Calvo, tardaron 5 días en ser descubiertos por la RAF, y luego se les denegó el permiso para continuar. 
Mientras, Loriga, que no había podido seguir la línea de aeródromos ingleses, llegó a Bagdad esa misma noche, y a las pocas horas llegó también González-Gallarza. Ambos se detuvieron en Bagdad en espera de Martínez Esteve, y viendo que no llegaba partieron el día 13. Se aprovisionaron en Irán, y ese día acumularon 1500 km más.

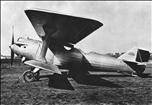
Avión Breguet XIX.

La etapa entre Bender Abbas y Karachi fue positiva porque recibieron la noticia de que había sido localizado el avión de Martínez Esteve. Como mantenían un buen promedio, se permitieron un descanso el día 15 en Karachi. El 16 salieron camino de Agra, donde pudieron visitar al día siguiente el mausoleo Taj-Majal. En la etapa entre Agra y Calcuta aparecen grietas en los revestimientos, sin mayores consecuencias.
La etapa Calcuta-Rangún la realizaron a través del golfo de Bengala, y al día siguiente llegaron a Bangkok, donde entregaron una carta del rey Alfonso XIII para rey de Siam (Prajadhipok). Estuvieron un par de días haciendo turismo por Bangkok. Su siguiente etapa fue alterada de ruta, debido a la escarpada costa asiática, y se introdujeron por Pnom-Penh, capital de Camboya, hasta llegar a Saigón, en Vietnam. Se habían realizado 3/4 del camino en 20 días.
Al salir de Saigón, una nube de mosquitos obturó el motor y tuvieron que regresar. El 26 Loriga no puede seguir a González-Gallarza, que llega a Vink y carga 100 l. de gasolina, siguiendo y logrando 10 horas y media de vuelo prácticamente seguidas. El día 27 Loriga consigue llegar a Hanói, donde se encuentran y permanecen 3 días por una infección bucal de Arozamena. Al reanudar el viaje, el 1 de mayo, Loriga tiene que tomar tierra en Tien Pack por un fallo en el circuito de agua, y González-Gallarza toma tierra de forma brusca en Macao, chocando contra unos árboles. Se dobló el montante y se abolló parte del fuselaje izquierdo. Los portugueses les ofrecieron mecánicos, y el día 4 llegaron Loriga y Pérez. El día 5 el avión estaba reparado, pero solo contaban con el de González-Gallarza, ya que el de Loriga estaba averiado, y no se podía reparar por la proximidad de la época de tifones. El mecánico de González-Gallarza, Arozamena, optó por ceder finalmente su puesto al capitán Lóriga. Se pidió permiso para volar directamente a Luzón en el avión de González-Gallarza dejando en tierra a los mecánicos. El permiso fue concedido, y durante la travesía marina fueron escoltados por barcos franceses y portugueses. 
Así, el 11 de mayo llegan a la isla de Luzón, al pueblo de Aparri, donde son recibidos como héroes. La última etapa fue un paseo triunfal e incluso una escuadrilla americana salió a recibirles. A las 11 y veinte llegaron a Manila. Esperaron a Arozamena, que llegó el 16. Tardaron 35 días en volver, 4 menos que en ir. Antes de cada etapa, trazaban y confirmaban el itinerario, solicitaban las autorizaciones, estudiaban el clima y los aeródromos alternativos...tenían mucho trabajo.